# Lamajang
Lamajang is een bestuurslaag in het regentschap Bandung van de provincie West-Java, Indonesië. Lamajang telt 10.050 inwoners (volkstelling 2010).